# Sint-Claraklooster (Delft)
Het Sint-Claraklooster was een klooster van de zusters clarissen in de stad Delft tussen 1475 en 1654. Het stond op de plek waar nu de Paardenmarkt is gelegen.

## Ontstaansgeschiedenis
Voor 1475 was op de plaats van dit klooster al een vrouwenconvent gevestigd dat stond in de traditie van de Moderne Devotie. De leden leefden volgens de derde regel van Franciscus en werden zodoende Tertiarissen genoemd. In 1475 namen zij de regel van de heilige Clara van Assisi aan en leefden voortaan als clarissen. Vanuit dit klooster zijn andere kloosters gesticht, zoals in Brielle en in Amsterdam.

## Einde van het klooster
In 1573, tijdens de Reformatie, werden alle kloosters in de stad door het stadsbestuur onteigend, zo ook het Sint-Claraklooster. De kloosters werden herbestemd en dit klooster werd wapenopslag. In de kloostertuin werd een kruittoren gebouwd. De kruitvoorraad ontplofte in 1654, een gebeurtenis die bekendstaat als de Delftse donderslag. Het kloostergebouw en de omliggende bebouwing werden hiermee compleet weggevaagd. Een gedeelte van de gebouwen werd weer herbouwd, maar de plek waar het klooster stond bleef leeg. Later werden op deze plaats de paardenmarkten gehouden, waaraan de huidige naam ontleend is.
Sint-Agathaklooster · Sint-Agnesklooster · Sint-Anneklooster · Bagijnhof · Sint-Barbaraklooster · Sint Bartholomeus in Jeruzalem · Cellebroedersklooster · Sint-Claraklooster · Sint-Hieronymusdal · Klooster Koningsveld · Maria Magdalenaklooster · Minderbroederklooster · Sint Ursulaklooster